# Lars Kaggskolan
Lars Kaggskolan är en gymnasieskola i Kalmar uppkallad efter den svenske greven och riksmarskalken Lars Kagg. Skolan ligger väster om Kalmars centrum, granne med Jenny Nyströmsskolan, och har cirka 1 550 elever. Skolan har ett karaktäristiskt torn som användes för utbildning av sjöbefäl innan utbildningen flyttades till Sjöfartshögskolan i Kalmar hamn.

## Program
På Lars Kaggskolan finns det åtta olika program.
| Teoretiska program - NA – Naturvetenskapliga programmet - inriktning Naturvetenskap - inriktning Naturvetenskap och samhälle - TE – Teknikprogrammet - inriktning Design och produktutveckling - inriktning Informations- och medieteknik - inriktning Produktionsteknik - inriktning Samhällsbyggande och miljö - inriktning Teknikvetenskap | Yrkesprogram - BA – Bygg- och anläggningsprogrammet - inriktning husbyggnad - inriktning måleri - EE – El- och energiprogrammet - inriktning Automation - inriktning Dator- och kommunikationsteknik - inriktning Elteknik - VF – VVS- och fastighetsprogrammet - inriktning VVS- och kylteknik - FT – Fordons- och transportprogrammet - inriktning Karosseri och lackering - inriktning Lastbil och mobilamaskiner - inriktning Personbil - HV – Hantverksprogrammet - inriktning frisör - inriktning makeupstylist | Extra program - IM – Introduktionsprogrammet Programtillägg - Idrottsgymnasium - Basket - Fotboll - Friidrott - Golf - Handboll - Innebandy - Ishockey - Specialidrott - Musikprofil |

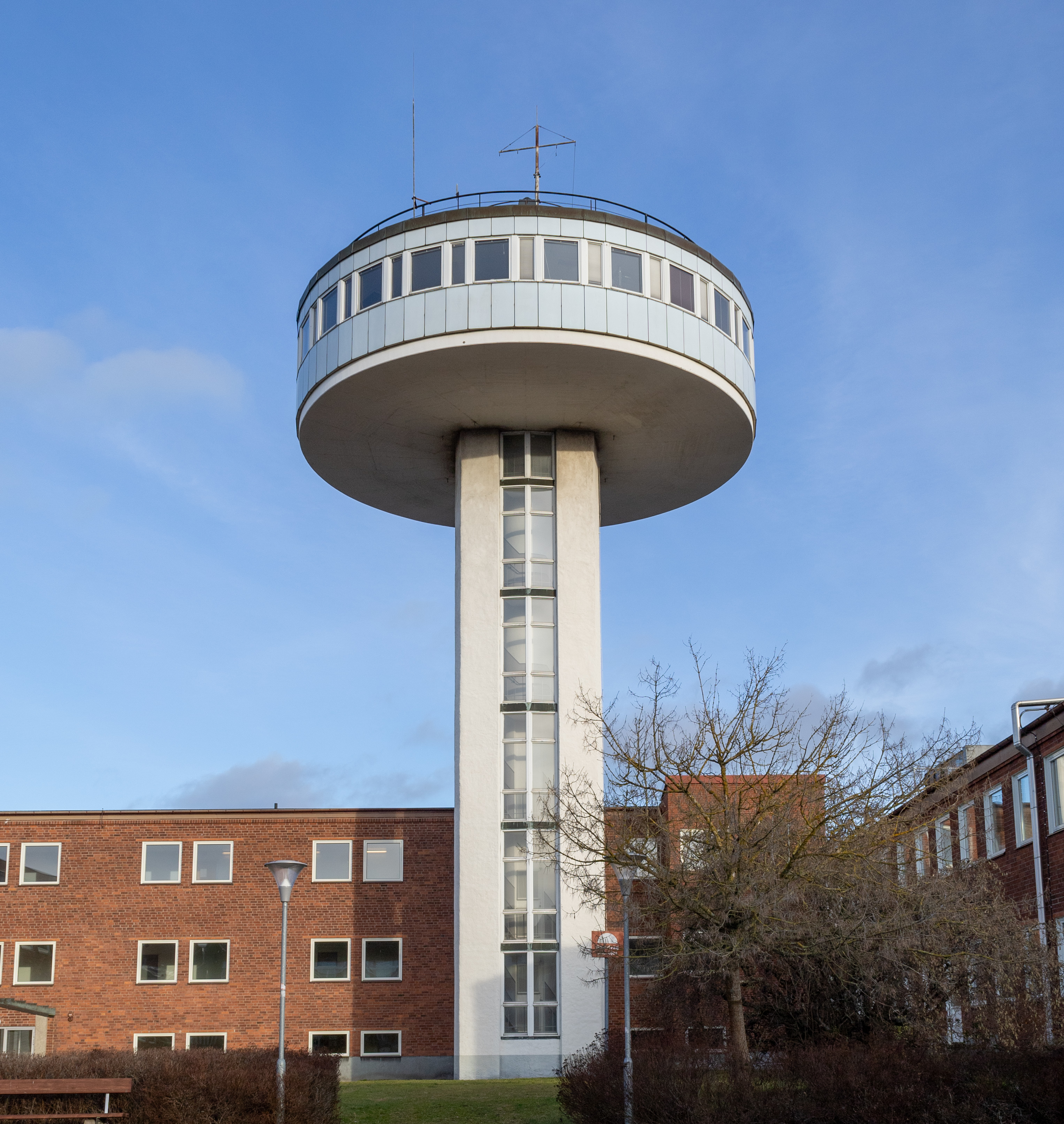
Det karaktäristiska tornet för sjöbefälsutbildningen.

## Före detta elever
- TV-meteorologen Pererik Åberg
- Författaren Tove Folkesson